# Papa Benedict al XIV-lea
Papa Benedict al XIV-lea (n. 31 martie 1675, Bononia, Statele Papale – d. 3 mai 1758, Roma, Statele Papale) (în franceză Benoît XIV, în latină Benedictus XIV, în italiană Benedetto XIV) a fost papă din 1740 până în 1758. La botez a primit numele de Prospero Lorenzo Lambertini.

## Originile
Părinții săi erau Marcello Lambertini și Lucrezia Bulgarini.

## Episcop, cardinal, papă
A devenit episcop de Ancona, apoi arhiepiscop al orașului natal, înainte de a fi ales succesor al Papei Clement al XII-lea, după șase luni de conclav și 254 de scrutine, la 17 august 1740.
A fost legislator al Bisericii moderne, a marcat secolul al XVIII-lea prin îndelungatul său pontificat și prin deschiderea sa, în secolul Luminilor. A încercat să calmeze certurile religioase, să aducă Biserica greacă în sânul Bisericii Universale. Confirmând bulla Unigenitus, i-a atenuat rigorile care se exercitau cu ocazia aplicării acesteia.
Lumea ignoră faptul că Papa Benedict al XIV-lea a participat la revoluția coperniciană, autorizând publicarea lucrărilor despre noile reprezentări ale lumii (heliocentrismul acelei epoci):
- În 1741, în fața probei optice a traiectoriei orbitale a Pământului, a dat dispoziție de "Imprimatur" pentru publicarea primei ediții a operelor complete ale lui Galileo Galilei. Acest gest a constituit o revizie implicită a sentințelor din 1616 și 1633.
- În 1757, operele favorabile heliocentrismului au fost din nou autorizate, printr-un decret al Congregației Indexului, care a retras aceste lucrări din catalogul cărților interzise.

A fost un papă al Romei, unul dintre cei mai învățați și mai nobili, reușind, printr-o înțeleaptă moderație, să mențină pacea Bisericii și bucurându-se de apreciere și din partea lumii protestante.
A fost unul din marii protectori ai geniilor creatoare ale vremii. În mod constant, a îmbogățit valoroasa Bibliotecă a Vaticanului. Se comporta cordial. Se plimba prin Roma pe jos, discutând cu oamenii. A adunat toate legile emise de el într-un "bullarium" de 20 de volume groase. A suprimat, din calendar, 36 de sărbători, până atunci de poruncă, limitând, în acest fel, orice abuz. Împărăteasa de la Viena, Maria Terezia îl numea "înțeleptul, prin excelență". I-a fost protector și episcopului român Inocențiu Micu-Klein, care a fost obligat să stea exilat la Roma, din cauza dușmanilor națiunii române. A fost stimat de toată lumea. Chiar și la Londra, i-a fost ridicat un monument, care purta epitaful: "Monarhului fără favoriți și fără curtezani, Papă fără nepotism; doctor fără orgoliu; cenzor fără neplăceri".
O premieră marchează relațiile inter-religioase, care vor reapărea abia în secolul al XX-lea: Benedict al XIV-lea i-a scris o scrisoare celui de-al 7-lea Dalai Lama, Kelzang Gyatso, prin intermediul părintelui capucin italian Orazio Della Penna.
A scris numeroase lucrări de drept canonic și a dezvoltat studierea științelor la Roma. La începutul pontificatului său, nu s-a arătat opus Luminilor și a întreținut relații cu Frederic al II-lea al Prusiei, prin intermediul savantului Maupertuis. Voltaire i-a dedicat, în 1745, tragedia Mahomet, lucru pe care l-a acceptat, la sfatul anturajului său. În a doua parte a pontificatului său, s-a arătat mai "conservator", reînnoind rezervele cu privire la francmasonerie și încurajând predicarea exaltată a lui Léonard de Saint-Maurice.  
A reformat Iezuiții din Portugalia. Acest papă a protejat artele și industria, cât și literele pe care le cultiva el însuși. A lăsat un mare număr de lucrări, care au fost publicate la Bassano, în anul 1788 (15 volume in-folio). Principalele se referă la Beatificare, la Jertfa Liturgică, la Sinoade.

## Sfârșitul vieții
Benedict al XIV-lea a murit la 3 mai 1758, iar Clement al XIII-lea i-a succedat.

## Alte detalii
Să nu se confunde cu cei doi antipapi Benedict al XIV-lea care domniră din 1425 și până, cel puțin, în 1430.

## Succesiunea Apostolică
Între paranteze, sunt trecuți anii consacrărilor episcopale.
- Prospero Lorenzo Lambertini † (1724) (Papa Benedict al XIV-lea)
- Pietro Francesco (Vincenzo Maria) Orsini de Gravina, O.P. † (1675) (Papa Benedict al XIII-lea)
- Paluzzo Cardinal Paluzzi Altieri Degli Albertoni † (1666)
- Ulderico Cardinal Carpegna † (1630)
- Luigi Cardinal Caetani † (1622)
- Ludovico Cardinal Ludovisi † (1621)
- Arhiepiscop Galeazzo Sanvitale † (1604)
- Girolamo Cardinal Bernerio, O.P. † (1586)
- Giulio Antonio Cardinal Santorio † (1566)
- Scipione Cardinal Rebiba †